# Hayato Otani
Hayato Otani (født 17. januar 1997) er en japansk fodboldspiller, som spiller for den japanske fodboldklub Kataller Toyama.